# San Martino di Lupari 2019-2020
Questa voce raccoglie le informazioni riguardanti l'A.S.D. San Martino di Lupari nelle competizioni ufficiali della stagione 2019-2020.

## Stagione
La stagione 2019-2020 della Fila San Martino di Lupari è la settima consecutiva che disputa in Serie A1 femminile.

## Roster
|    | Naz.                   | Ruolo | Sportivo           | Anno | Alt. |  |       |
| -- | ---------------------- | ----- | ------------------ | ---- | ---- |  | ----- |
| 0  | Italia (bandiera)      | PG    | Caterina Dotto     | 1993 | 170  |  |       |
| 4  | Italia (bandiera)      | PG    | Elena Fietta       | 1995 | 167  |  |       |
| 5  | Italia (bandiera)      | AC    | Marcella Filippi   | 1985 | 186  |  |       |
| 6  | Italia (bandiera)      | PG    | Monica Tonello     | 1988 | 168  |  |       |
| 7  | Italia (bandiera)      |       | Alice Peserico     | 2002 |      |  |       |
| 8  | Italia (bandiera)      | AC    | Sara Toffolo       | 2000 | 184  |  |       |
| 9  | Italia (bandiera)      | AC    | Giulia Ciavarella  | 1997 | 183  |  |       |
| 10 | Italia (bandiera)      | G     | Elena Giordano     | 2002 | 176  |  |       |
| 11 | Italia (bandiera)      | G     | Francesca Pasa     | 2000 | 172  |  |       |
| 12 | Stati Uniti (bandiera) | A     | Angie Bjorklund    | 1989 | 183  |  |       |
| 13 | Italia (bandiera)      | G     | Alice Milani       | 1999 | 170  |  |       |
| 14 | Lettonia (bandiera)    | AC    | Eglė Šulčiūtė      | 1985 | 190  |  |       |
| 16 | Italia (bandiera)      | A     | Chiara Meroi       | 2001 | 178  |  |       |
| 17 | Italia (bandiera)      | GA    | Martina Rosignoli  | 2001 | 176  |  |       |
| 24 | Stati Uniti (bandiera) | G     | Jazmon Gwathmey    | 1993 | 188  |  | [ 2 ] |
| 28 | Italia (bandiera)      | AC    | Martina Sandri     | 1988 | 178  |  |       |
| 32 | Italia (bandiera)      | AC    | Samantha Ostarello | 1991 | 188  |  |       |

## Mercato

### Sessione estiva
| Acquisti | Acquisti           | Acquisti          | Acquisti   |
| R.       | Nome               | da                | Modalità   |
| -------- | ------------------ | ----------------- | ---------- |
| AC       | Marcella Filippi   | Famila Schio      | definitivo |
| AC       | Giulia Ciavarella  | Magnolia CB       | definitivo |
| A        | Angie Bjorklund    | Villeneuve-d'Ascq | definitivo |
| AC       | Eglė Šulčiūtė      | DVTK Miskolc      | definitivo |
| AC       | Samantha Ostarello | Elfic Fribourg    | definitivo |

| Cessioni | Cessioni           | Cessioni         | Cessioni       |
| R.       | Nome               | a                | Modalità       |
| -------- | ------------------ | ---------------- | -------------- |
| GA       | Adrienne Webb      | Arad             | fine contratto |
| GA       | Francesca Beraldo  | Lupe San Martino | fine contratto |
| AC       | Beatrice Baldi     | C.A. Faenza      | fine contratto |
| AC       | Jasmine Keys       | Famila Schio     | fine contratto |
| C        | Zenta Meļņika      | TTT Rīga         | fine contratto |
| A        | Anna Profaiser     | Vicenza          | fine contratto |
| GA       | Tyaunna Marshall   | Szekszárd        | fine contratto |
| P        | Chiara Pastore     | Reyer Venezia    | fine contratto |
| A        | Federica Tognalini | -                | fine contratto |

### Sessione invernale
| Acquisti | Acquisti        | Acquisti             | Acquisti   |
| R.       | Nome            | da                   | Modalità   |
| -------- | --------------- | -------------------- | ---------- |
| G        | Jazmon Gwathmey | Atenienses de Manatí | definitivo |

| Cessioni | Cessioni | Cessioni | Cessioni |
| R.       | Nome     | a        | Modalità |
| -------- | -------- | -------- | -------- |